# The Amazing Spider-Man
The Amazing Spider-Man es una serie de cómics estadounidenses publicada por Marvel Comics, con el superhéroe real Spider-Man como su principal protagonista. Estando en la continuidad general de la franquicia, comenzó a publicarse en 1962 como publicación periódica mensual y se publicó continuamente, con una breve interrupción en 1995, hasta su relanzamiento con un nuevo orden de numeración en 1999. En 2003, la serie volvió al orden de numeración del primer volumen. El título se ha publicado ocasionalmente cada dos semanas y se publicó tres veces al mes de 2008 a 2010. Un videojuego basado en la serie de cómics se lanzó en 2000 y una película que lleva el nombre de la serie de cómics se publicó el 3 de julio de 2012.
Después de que DC Comics relanzara Action Comics y Detective Comics con nuevos números # 1 en 2011, había sido el cómic estadounidense con mayor número en circulación hasta que fue cancelado. El título terminó su carrera de 50 años como un cómic publicado continuamente con el número 700 en diciembre de 2012. Fue reemplazado por The Superior Spider-Man como parte de Marvel NOW. relanzamiento de las tiras cómicas de Marvel. 
El título se relanzó en abril de 2014, comenzando de nuevo desde el número 1, después de la historia de "Goblin Nation" publicada en The Superior Spider-Man y Superior Spider-Man Team-Up. A finales de 2015, The Amazing Spider-Man se relanzó de nuevo con un nuevo volumen con el número 1 después del evento 2015 Secret Wars.

## Historia de la publicación
El personaje Spider-Man aparece por primera vez en el cómic Amazing Fantasy Nº15 (fecha de la cubierta, 10 de agosto 1962). La serie fue cancelada con esta publicación, pero la acogida del personaje fue tan positiva que una nueva revista, The Amazing Spider-Man, fue lanzada a la fecha de marzo de 1963.
El personaje fue creado por el escritor y editor Stan Lee junto con el artista y cografista Steve Ditko. El dúo hizo 38 publicaciones desde 1963 hasta 1966. Dikto, después de la trigesimoctava (nº38) publicación, dejó el proyecto que tenían ambos en conjunto, mientras que Stan Lee siguió como escritor de las publicaciones hasta la publicación #100. Después de esto, muchos escritores y artistas se han sucedido para dar forma al cómic mensual de las aventuras de uno de los héroes más conocidos del universo Marvel.
The Amazing Spider-Man es el cómic mensual más importante y representativo de la saga, y es el único que tenía al personaje de Spider-Man hasta Peter Parker, The Spectacular Spider-Man en 1976. La mayor parte de los personajes y villanos de la saga de Spider-Man se presentan aquí, y es donde ocurren los sucesos clave de la historia. La publicación continúa emitiéndose sin interrupciones hasta el nº441 (noviembre de 1998) cuando Marvel Comics lo relanza bajo el Nº 1 del volumen 2 (enero de 1999), pero en el 40º aniversario de Spider-Man, esta nueva entrega, volvió a la antigua numeración, continuando bajo el número de publicación nº 500 en el número diciembre de 2003.

### Los años sesenta (1962-1970)
Los primeros años de la obra, bajo la autoría de Stan Lee y Steve Ditko relatan la vida civil de Peter Parker, un joven adolescente con mala suerte pero siempre de buen humor y su incipiente carrera como Spider-Man. Parker compagina su vida como Spider-Man con su trabajo de fotógrafo independiente para el Daily Bugle (bajo el pomposo editor J. Jonah Jameson) para mantenerse a sí mismo y a su tía May. Al mismo tiempo, Parker debía enfrentarse a la hostilidad del público hacia Spider-man y el antagonismo de sus compañeros Flash Thompson y Liz Allan en la escuela secundaria Midtown, mientras intentaba iniciar un mal logrado romance con la secretaria de Jameson, Betty Brant.
Enfocándose en los problemas diarios de Parker, Lee y Ditko crearon un innovador superhéroe, que con sus defectos y su poca confianza, se convirtió en el primer superhéroe adolescente protagonista en lugar de ser el habitual ayudante.

### Los años setenta (1970-1980)
Varias series Spin-off debutaron en la década de 1970 : Marvel Team-Up en 1972, y The Spectacular Spider- Man en 1976, Una serie de corta duración titulado Giant-Size Spider-Man comenzó en julio de 1974 y corrió seis temas a través de 1975. Spidey Súper Historias, una serie dirigida a niños de 6 a 10, corrió para 57 temas de octubre de 1974 a 1982. La segunda década del título estrella dio un giro sombrío con una historia en el # 89-90 (oct-nov de 1970) con la muerte del capitán George Stacy. Esta fue la primera historia de Spider-Man que se dibujada por Gil Kane, quien alternaría funciones de dibujo con John Romita año siguiente.
Una de estas historias se llevó a cabo en las cuestiones controvertidas # 96-98 (may-jul de 1971). El escritor y editor Stan Lee desafió a la CCA con esta historia, en la que el amigo de Parker, Harry Osborn, fue hospitalizado después de tropezar con LSD. Lee escribió esta historia (a petición del Departamento de Salud de E.U.) de una historia sobre los peligros de las drogas. Citando su sentencia contra la que representa el consumo de drogas, incluso en un contexto de lucha contra la droga, la CCA se negó a poner su sello en estos temas. Con la aprobación del editor de Marvel Comics (Martin Goodman), Stan Lee tenía los cómics publicados sin el sello. El cómic se vendió bien y Marvel ganó elogios por sus esfuerzos con conciencia social. La CCA posteriormente aflojó el código para permitir representaciones negativas de las drogas, entre otras nuevas libertades.
En la saga de los 6 brazos (The Six Arms Saga) de # 100-102 (sep-nov de 1971) introdujo Morbius, el vampiro viviente. El siguiente número de Spider-Man no está escrito por el cocreador Lee, con Roy Thomas para hacerse cargo de escribir el cómic durante varios meses antes de que Lee volviera a escribir # 105-110 (feb-jul de 1972). Lee, que iba a convertirse en editor de Marvel Comics, (con Thomas convertirse en editor en jefe), se volvió los deberes de la escritura a un niño prodigio de 19 años de edad: Gerry Conway, que siguió con guion de la serie hasta 1975. Romita dibujo la primera media docena de temas de Conway, que introdujo el Hammerhead en # 113 (oct de 1972). Kane luego sucedió a John Romita como dibujante, aunque Romita continuaría entintado por un tiempo.
El trabajo más memorable del equipo de Conway/ Kane / Romita era # 121-122 (jun-jul de 1973), que contó con la muerte de Gwen Stacy a manos del Duende Verde en "La noche Gwen Stacy murió" en la edición # 121. Su desaparición y aparente problema de la muerte de uno de los "Duendes" más tarde formaron un arco de la historia ampliamente considerado como el más decisivo en la historia de Spider-Man
Las secuelas de la historia más profunda tanto de la caracterización de Mary Jane Watson y su relación con Parker. En 1973, Gil Kane fue sucedido por Ross Andru, cuya carrera se extendió desde la edición # 125 (oct de 1973) a # 185 (oct de 1978). En el #129 (feb de 1974) introdujo The Punisher, que se convertiría en uno de los personajes más populares de Marvel Comics. La era Conway- Andru presentaba las primeras apariciones del "hombre-lobo" en el # 124-125 (sep-oct de 1973). El corto matrimonio de Doctor Octopus y la tía May en el # 131 (abr de 1974), Harry Osborn entró en el papel de su padre como el Duende verde en # 135-137 (ago-oct.1974) y las "Sagas de los Clones" (que contiene la introducción del clon de Spider -Man), en el # 147-149 (ago-oct de 1975). Archie Goodwin y Gil Kane produjeron hasta el #150 (nov de 1975) antes de que tomara el puesto Len Wein, se convirtió en escritor con la edición # 151. Durante el mandato de Wein, Harry Osborn y Liz Allen estuvieron saliendo y se comprometieron, J. Jonah Jameson se presentó a su eventual segunda esposa, Marla Madison, y la tía May sufrió un ataque al corazón. La última historia de Wein sobre Amazing era un arco de cinco números en el # 176-180 (ene-may 1978) con un tercer Duende verde (psiquiatra de Harry Osborn: Bart Hamilton). Marv Wolfman, editor en jefe de Marvel de 1975 a 1976, sucedió a Wein como escritor, y en su primer número: # 182 (jul de 1978), Peter le propuso matrimonio a Watson que se negó y Wolfman introdujo a la pícara/simpática/peligrosa Gata Negra (Felicia Hardy) en el #194 (julio de 1979), como una enamorada de Spider-Man, La Gata Negra se encendería de ser un personaje secundario importante para la mayor parte de la próxima década, y siguen siendo un amigo y amante ocasional en la década de 2010.